# 松江東インターチェンジ
松江東インターチェンジ（まつえひがしインターチェンジ）は、島根県松江市古志原二丁目の、山陰自動車道（松江道路）上にあるインターチェンジ。

## 道路
- E9 山陰自動車道（24番）

## 接続する道路

### 直接接続
- 松江市道10109号東津田鼻曲線
- 松江市道10126号松江道路側道北線（上り線）
- 松江市道10127号松江道路側道南線（下り線）

## 料金所
無料区間のためなし

## 周辺
- 島根県松江合同庁舎（IC南側に隣接）
- いきいきプラザ島根（島根県松江合同庁舎の南側に隣接）

## 隣
E9 山陰自動車道
(23-1) 松江JCT - (24) 松江東IC - (25) 松江中央IC